# Суда (остров)
Су́да (греч. Σούδα) — греческий остров, расположенный у входа в бухту Суда Эгейского моря у северо-западного побережья острова Крит.

## История
Остров Суда занимает стратегическое положение у входа в удобную естественную гавань — бухту Суда. Венецианцы в XVI веке построили крепость на острове. 
После того, как в 1669 году весь Крит был захвачен Османской империей, венецианцы сохраняли (наряду с подобными крепостями Грамвуса и Спиналонга) контроль над островом ещё 46 лет до его сдачи в 1715 году. Эти три крепости защищали торговые пути Венеции, а также являлись стратегическими базами на случай новой войны с турками.

## Современное положение
В настоящее время акватория залива Суда является действующей базой НАТО. Посещение острова, как и всей акватории залива, туристами запрещено. На острове сохранились руины венецианской крепости XVI века.